# Diego José Abad
Diego José Abad y García (La Lagunita, 1º luglio 1727 – Bologna, 30 settembre 1779) è stato un poeta, scrittore e teologo messicano.
Entrò molto giovane nella Compagnia di Gesù. Tradusse alcune egloghe di Virgilio e compose il poema in esametri latini De Deo. La sua opera fu esaltata da altri gesuiti tra cui il critico letterario Francisco Xavier Lampillas.